# 법화사 (함양군)
법화사(法華寺)는 경상남도 서북부의 함양군에 있는 사찰이다.

## 위치
법화사는 함양군 휴천면의 법화산 8부 능선에 있다. 경기도 용인시의 법화산 법화사와는 같은 이름의 다른 사찰이다. 대한불교조계종 제12교구 본사인 해인사의 말사로 편성되었다.
사찰의 창건 연대는 신라 헌강왕 9년인 883년인 것으로 전해진다. 헌강왕이 ‘결언’에게 왕명을 내려 인근의 엄천사와 함께 창건하도록 하였다는 것이다. 창건 당시 이름은 법화암(法華庵)이었다. 그러나 이후 오랫동안의 연혁은 전해지지 않는다.
한국 전쟁으로 법화사도 소실되어 1955년에 인근 마을인 대포리에 별원을 세워 옮겨왔으며, 1990년대 초반에 여러 건물이 새로 지어졌다. 법화사와 함께 지었다는 엄천사도 터만 남아 있고 엄천사터 북쪽 대나무밭에 함양다원 차밭이 있다.
문화재로는 지리산 마적사의 승려 마적(馬迹)이 사용했다고 전하는 석장과 엄천사에 있던 삼각탑인이 전한다.

## 역사
법화사는 대한불교조계종 제12교구 본사인 해인사의 말사이다. 883년(신라 헌강왕 9) 헌강왕이 왕명으로 결언(決言)에게 인근의 엄천사(嚴川寺)와 함께 창건토록 하였다. 창건 당시 이름은 법화암(法華庵)이었다. 1950년 6·25전쟁 때 법당이 불에 탔으며, 1951년 나머지 건물도 모두 불에 탔다. 1955년 원래의 절터에 절을 짓기 어렵자 근처의 대포마을에 별원(別院)으로 세웠으며, 1989년 주지로 부임한 석지명이 불사를 진행하여 1990년 대웅전, 1993년 나한전을 중창하였다.
법화사는 경상남도 함양군 휴천면 대천리 대포(大浦)마을에 있는 절인데 문화재로는 마적(馬跡)이 조화를 부렸다는 석장(錫杖)과 탑을 조각한 탑인(塔印)과 용유담에서 살았다는 아홉마리의 용을 그린 구룡병풍 등이 전한다. 이 가운데 탑인은 세로 34.5cm, 가로 10cm의 삼각형 동판의 표면에 13층탑을 조각하고 그 뒷면에 명(銘)을 음각하였다. 이 탑인을 삼각탑인이라고도 하는데, 그 유래에 대해서는 두 가지 설이 있다.
지리산 마적사(馬蹟寺)에 살았던 마적이 신도들간의 어음으로 사용하게 하였다는 설과 엄천사의 계단(戒壇)에서 비구계를 설하고 계첩(戒牒)에 이를 날인하여 수계의 증명으로 사용한 신라 때의 유물이라는 설이 있는데, 후자의 설이 신빙성이 있다. 그러나 탑의 양식이나 명문으로 보아 13세기경의 유물로 추정되며 이 탑인은 엄천사에서 옮겨온 것이다. 이밖에도 왕산사종(王山寺鐘)과 「엄천사기(嚴川寺記)」가 함께 보관되어 있다.

## 같이 보기
- 법화산

## 참고자료
- “법화사”. 부다피아. 2008년 6월 14일에 확인함.[깨진 링크(과거 내용 찾기)]